# آنخل مالدونادو
آنخل مالدونادو (اسپانیایی: Ángel Maldonado‎؛ زادهٔ ۸ سپتامبر ۱۹۷۳) بازیکن سابق و مربی فوتبال اهل مکزیک است.
از باشگاه‌هایی که در آن بازی کرده‌است می‌توان به باشگاه فوتبال آمریکا اشاره کرد.
وی همچنین در تیم ملی فوتبال زیر ۲۳ سال مکزیک بازی کرده‌است.